# Ni Tú Ni Yo
«Ni Tú Ni Yo» (с исп. — «Ни ты, ни я») — песня американской певицы и актрисы Дженнифер Лопес при участии кубинского дуэта Gente de Zona. Цифровой релиз композиции, выпущенной компаниями Nuyorican Productions и Sony Music Latin, состоялся 4 июля 2017 года. Её авторами являются Александр Дельдаго Эрнандес, Дженнифер Лопес, Эриксон Мендоза, Джимми Абреу, Мануэль Боливар, Марк Энтони, Оскар «Oscarcito» Эрнандес, Рэнди Мальком Мартинес Амей и Альваро Фаринас. Продюсеры — Арбисе «Motiff» Гонсалес, Хулио Рейес Копелло, Энтони и Эрнандес.
Песня в стиле танцевальной музыки и реггетона о том, «когда любовь застаёт врасплох», получила положительные отзывы критиков, которые назвали её потенциальным летним хитом. Композиция имела средний успех в чартах: она не попала в американский чарт Billboard Hot 100, но сумела попасть в топ-40 чартов таких стран, как Польша, Испания, Финляндия, Венгрия, Швейцария и Венесуэла. Режиссёром видеоклипа на эту песню выступил Эмиль Нава. По сюжету клипа Лопес влюблена в фотографа, которого сыграл Хотан Фернандес. Также в видео снялся Марк Энтони, сыграв самого себя.

## Предыстория
В марте 2016 года журнал Billboard подтвердил, что Лопес вернулась на лейбл Epic Records, с которым прекратила работу в 2010 году. Она подписала новый долгосрочный контракт и воссоединилась с давним наставником Эл-Эй Ридом. В октябре того же года Billboard также подтвердил, что Лопес записывает второй испаноязычный альбом, который будет выпущен в 2017 году на лейбле Sony Music Latin. Бывший муж Лопес, Марк Энтони, стал исполнительным продюсером пластинки. Марк Энтони назвал альбом одним из лучших в своей карьере, и одним из лучших в карьере Лопес. «Ni Tú Ni Yo» стал первым синглом с альбома. На обложке сингла изображена Лопес, которая позирует перед морем в жёлтом платье 1960-х годов, разработанном Майклом Костелло. Кэти Скиннер из журнала Billboard заметила, что снимок «идеально подходит гламурному стилю» Лопес.

## Композиция
Продюсерами сингла выступили Оскар Эрнандес «Oscarcito», Джимми «JIMMIX» Абреу, Мануэль «ManyBeat» Боливар и Motiff. Название песни переводится как «ни ты, ни я». В композиции, в которой преобладают элементы реггетона и духовые инструменты, Лопес и Gente de Zona «признаются друг к другу в любви». По словам Лопес, эта песня о том, «когда любовь застаёт врасплох», о любви, которая возникает неожиданно, не давая о себе знать. Также Лопес пояснила, что эта песня отражает её отношения с Алексом Родригезом.

## Отзывы критиков
Рецензент журнала Rolling Stone Бриттани Спанос положительно отозвалась о песне, отметив также, что вокал Лопес выделяется на фоне гитар и рогов, используемых в песне. На MTV UK назвали «Ni Tú Ni Yo» будущим хитом, надеясь, что композицию ожидает такой же международный успех, как у синглов «Bailando» и «Despacito». Майк Нид с сайта Idorator также назвал композицию потенциальным хитом, отметив, что песня может стать претендентом на звание «песни лета». Брук Мец из газеты USA Today назвала песню «идеальным саундтреком пляжных дней и летних ночей».

## Коммерческий успех
В Испании «Ni Tú Ni Yo» достиг 24-й позиции. Он был распродан тиражом в 20 000 экземпляров и получил золотой статус в этой стране от Productores de Música de España. В США было продано 4867 экземпляров сингла через два дня после релиза. Позже композиция достигла 15-й строчки в чарте Hot Latin Songs.

## Выступления
Лопес впервые исполнила композицию в апреле 2017 года на своём первом концерте в Доминиканской Республике. Певица выступала в амфитеатре города Альтос-де-Чавон. Она исполняла песню вместе с участниками дуэта Gente de Zona. Лопес и Gente de Zona официально представили песню 4 июля 2017 года, в День независимости США в эфире праздничного телешоу NBC. Выступление проходило в Hunter's Point South. Сразу же после выступления песня стала доступна для цифрового скачивания. Это выступление получило положительные отзывы в социальных сетях. Некоторые также раскритиковали Лопес за исполнение испанской песни в американский праздник. Во время исполнения композиции на Лопес было надето платье с двумя высокими разрезами, разработанное Фаусто Пуглиси. Наряд подвергся критике, так как многие посчитали его слишком откровенным. В октябре 2017 года Лопес исполнила акустическую версию песни на благотворительном концерте  Stars Together For One Voice: Somos Live! для пострадавших от урагана «Мария» в Пуэрто-Рико.

## Видеоклип
Официальная премьера клипа на песню состоялась 11 июля 2017 года на телеканале Telemundo. 13 июня Лопес поделилась снимком со съёмочной площадки, на котором она и солисты Gente de Zona были одеты в наряды в карибском стиле. Режиссёром видео выступил Эмиль Нава. Клип снимался в Исламораде. Съёмки заняли два дня. В ролике снялись Марк Энтони, мексиканский актёр Хотан Фернандес и актёр Пол Маркарелли. В клипе продемонстрировано два наряда Лопес: красное платье, покрытое золотым и фиолетовым бисерами, и ярко-жёлтое платье. В клипе показывается история любви Лопес к фотографу, с которым её познакомил менеджер (которого играет Марк Энтони), а также то, как Лопес наслаждается жизнью в тропическом раю. Клип начинается с того, что режиссёр предлагает Лопес и Энтони идею снять клип на тропическую тематику. Затем показываются сцены, в которых Лопес кокетливо позирует фотографу среди тропической листвы.

## Чарты и сертификации
| Чарт (2017)                        | Наивысшая позиция |
| ---------------------------------- | ----------------- |
| Боливия                            | 9                 |
| Венгрия                            | 25                |
| Венесуэла (National-Report)        | 30                |
| Венесуэла (Record Report)          | 52                |
| Испания                            | 24                |
| Коста-Рика                         | 10                |
| Мексика                            | 21                |
| Панама (Latin Songs)               | 4                 |
| Польша (Polish Airplay Top 100)    | 14                |
| Польша (Dance Top 50)              | 16                |
| Португалия                         | 74                |
| Словакия (Rádio Top 100)           | 79                |
| Словакия (Singles Digitál Top 100) | 69                |
| США (Hot Latin Songs)              | 15                |
| США (Tropical Airplay)             | 2                 |
| Финляндия                          | 18                |
| Франция                            | 82                |
| Швеция                             | 11                |
| Швейцария                          | 30                |
| Эквадор                            | 26                |

| Регион  | Статус  | Продажи |
| ------- | ------- | ------- |
| Испания | Золотой | 20 000  |

## История релиза
| Регион | Дата релиза | Формат(ы)              | Лейбл(ы)              |
| ------ | ----------- | ---------------------- | --------------------- |
| Все    | 4 июля 2017 | Цифровая дистрибуция   | Nuyorican, Sony Latin |
| Италия | 7 июля 2017 | Contemporary hit radio | Sony                  |